# Die Bestimmung (Roman)
Die Bestimmung (Originaltitel: Divergent) ist der erste Band der dreiteiligen Die-Bestimmung-Romanreihe von Veronica Roth. 

## Handlung
Die Bürger von Chicago leben nach dem letzten großen Krieg in einer postapokalyptischen Gesellschaft, die in fünf Fraktionen unterteilt ist. Jede ist dafür zuständig, eine besondere Tugend der Menschheit zu wahren und einige Schwächen der Menschen auszumerzen: Altruan (die Selbstlosen, Regierung), Ferox (die Furchtlosen, Polizei & Militär), Ken (die Gelehrten, Wissenschaftler & EDV), Candor (die Freimütigen, Justiz) und Amite (die Freundlichen und Friedfertigen, Landwirtschaft & Verwaltung). Es gibt allerdings auch Fraktionslose, die an der Armutsgrenze leben und von den Altruan versorgt werden. Sie gehören keiner Fraktion an, weil sie es nicht geschafft haben, einer Fraktion beizutreten, oder weil sie die Initiation in eine Fraktion nicht vollständig absolvieren konnten. An einem bestimmten Tag im Jahr müssen alle 16-Jährigen einen Eignungstest ablegen, der ihnen sagen wird, für welche Fraktion sie am besten geeignet sind. Nach Erhalt der Ergebnisse müssen sie sich entscheiden, ob sie bei ihrer Familie bleiben oder ob sie zu einer anderen Fraktion gehen wollen. Dabei sollen sie die am besten für sich geeignete Fraktion wählen, unabhängig von ihrer Familie und dem Ergebnis ihres Eignungstests. Diese Entscheidung kann jedoch nur einmal im Leben getroffen und dann nicht mehr rückgängig gemacht werden. Sobald sie sich also für eine andere Fraktion entscheiden, gehören sie im Prinzip nicht mehr zu ihrer Familie, da eine sehr wichtige Regel „Fraktion vor Blut“ lautet.
Zu diesen 16-Jährigen gehören Beatrice Prior und ihr Bruder Caleb, die bei den Altruan aufgewachsen sind. Beatrice merkt, dass sie nicht selbstlos sein kann, und fühlt sich einsam und eingeschnürt von ihrem Umfeld, ganz im Gegensatz zu ihrem Bruder Caleb, der stets selbstlos ist. Bei ihrem Eignungstest wird festgestellt, dass ihre Ergebnisse nicht eindeutig sind: Beatrice passt nicht nur zu einer Fraktion, sondern ihr Verhalten deutet auf mehrere Fraktionen hin. Von ihrer Prüferin Tori, die eine Ferox ist, erfährt sie, dass sie eine Unbestimmte ist, und wird gewarnt, dass sie mit niemandem über ihre Ergebnisse reden darf. Beatrice ist daraufhin nervös und hat Angst davor, als Fraktionslose zu enden.
Am Tag der Entscheidung entscheidet sich Caleb für die Ken, was Beatrice schockiert, da sie dies von ihrem Bruder nicht erwartet hätte. Sie selbst entscheidet sich ebenfalls gegen ihre Familie und geht zu den Ferox. Bei ihrer neuen Fraktion freundet sie sich mit Christina, Al und Will an, die ebenfalls neu sind. Beatrice nennt sich dort nur noch Tris, da für sie nun ein neues Leben beginnt. Doch sie begegnet auch Peter, einem ehemaligen Candor, der ihr das Leben zur Hölle macht, da er glaubt, dass ein Altruan nicht furchtlos sein kann. Außerdem erfährt sie, dass alle Neuen einen Initiationsprozess durchlaufen müssen, bevor sie als vollwertige Mitglieder der Ferox angesehen werden. Am Ende der Initiation müssen sie in den Top Ten landen, sonst werden sie entlassen und sind fraktionslos.
Die Initiation ist in drei Phasen unterteilt: Die erste umfasst Kämpfen und den Umgang mit Waffen. Tris, die zunächst die Schwächste ist, wird am Ende der ersten Phase Sechste. Der Erstplatzierte Edward wird von dem zweitplatzierten Peter verletzt und verlässt die Ferox. Am Besuchertag wird Tris von ihrer Mutter Natalie besucht, die schon geahnt hat, dass Tris eine Unbestimmte ist.
Zur selben Zeit werden in Zeitungen Artikel über die Altruan veröffentlicht, in denen sie beleidigt werden. So wird etwa ihr Anführer Marcus der Misshandlung angeklagt. Obwohl für Tris „Fraktion vor Blut“ gilt, klingen die Vorwürfe unerträglich.
In der zweiten Stufe müssen sich die Initianten in den Eignungstest-ähnlichen Simulationen ihren verschiedenen Ängsten stellen. Als Unbestimmte kann Tris als Einzige die Simulationen steuern, wodurch sie es auf Platz eins schafft. Sie wird deshalb von Peter, Drew und Al angegriffen, aber von Four gerettet. Al, der eigentlich eine besondere Beziehung zu Tris pflegt und mit ihr befreundet ist, kommt am nächsten Tag zu Tris und bittet sie um Verzeihung. Tris aber nimmt die Entschuldigung nicht an. Am nächsten Tag findet man Al am Fuß einer Klippe; er hat wahrscheinlich aufgrund seiner Schuldgefühlen Suizid begangen. Tori, die Ferox, die bei Tris den Eignungstest durchführte, warnt sie erneut, dass sie wachsam sein soll, da die Fraktionsführer alle Unbestimmten töten wollen, denn sie glauben, dass diese das System gefährden könnten. Eines Abends hört Tris ein Gespräch mit zwischen dem Anführer der Ferox, Eric, und der Anführerin der Ken, Jeanine, die auch die Vorwürfe gegen die Altruan hegte. Diese reden über abtrünnige Unbestimmte und deren Beseitigung. Wenig später besucht Tris verbotenerweise ihren Bruder Caleb, der meint, dass sich alle Ken sehr merkwürdig verhielten und etwas Großes vor sich gehe. Sie erzählt dies Four, der erfahren hat, dass Tris unbestimmt ist. Four glaubt, dass die Ken einen Krieg gegen die Altruan planen und dass die Ferox als Krieger eingesetzt würden.
Nach der dritten und letzten Phase wird allen Mitgliedern der Ferox ein Serum gespritzt, das angeblich den Aufenthaltsort eines Mitglieds angibt. In der Phase "Angstlandschaft" muss Tris sich ihren eigenen sieben Ängsten stellen. Sie beendet ihre Initiation als Erste. Bei der Siegesfeier wird Tris schlagartig bewusst, wie die Ken die Ferox dazu bringen wollen, gegen die Altruan zu kämpfen: durch das Serum.
Der Plan wird in der Nacht durchgeführt. Das Serum induziert eine Simulation und alle Ferox-Mitglieder werden zu Soldaten, die von den Ken gesteuert werden. Sie marschieren in die Altruan-Fraktion und fangen an zu töten. Nur Tris und Four sind noch bei Bewusstsein, da beide unbestimmt sind. Sie werden jedoch von Jeanine gefangen genommen, die ein neues Serum entwickelt hat, das viel stärker ist und selbst bei Unbestimmten wirksam ist. Damit bekommt sie Four unter Kontrolle. Dieser verwandelt sich daraufhin und ist ebenfalls ferngesteuert. Tris soll ertränkt werden. Als ihre Mutter sie rettet, wird diese auf der Flucht von den Ferox getötet. Tris findet bei Marcus, ihrem Vater Andrew und ihrem Bruder Caleb Unterschlupf. Zusammen machen sie sich auf den Weg zum Ferox-Hauptquartier. Dort kann sie Four von der Simulation befreien. Dieser beendet die komplette Simulation und allen Ferox-Mitgliedern wird schlagartig klar, was sie getan haben. Schweren Herzens lässt Tris ihren toten Vater zurück und macht sich zusammen mit Four, Caleb, Marcus und dem gefangen genommenen Peter auf den Weg zu den Amite.

## Fraktionen
Nach dem letzten verheerenden Krieg, der vor Handlungsbeginn stattfand, wurde Chicago in fünf Fraktionen eingeteilt:

### Ferox
Die Ferox sind die Furchtlosen, weil sie die Feigheit für das Übel auf der Welt verantwortlich machen. Sie sind die Ordnungshüter der Stadt und bewachen den Zaun, der Chicago umgibt, und sorgen für die Sicherheit. Nebenbei fertigen sie Waffen an. Außerdem sind sie die einzige Fraktion, die Züge als Transportmittel benutzen. Sie springen auf bzw. von fahrenden Zügen. Dies ist eine der Grundfertigkeiten, die jedes Fraktionsmitglied beherrschen muss. Die wichtigsten Werte der Ferox sind Mut, Tapferkeit und Stolz. Diese sind ihnen wichtiger als Vernunft oder Verstand. Die anderen Fraktionen sehen in den Ferox skrupellose, gewaltbereite, brutale und grausame Menschen, die Selbstmord als Heldentat feiern. Die Ferox haben viele Tattoos und Piercings und ihre Kleidung ist schwarz. Ihr Element ist das Feuer.

### Altruan
Sie sind selbstlos und lehnen jegliche Art von Selbstverherrlichung ab. Sie haben die politische Führung über Chicago, da sie als absolut unbestechlich gelten. Die Altruan denken immer an die anderen und nie an sich selbst. Deshalb sorgen sie dafür, dass die Güter gerecht verteilt werden und dafür, dass die Fraktionslosen genügend Essen und Kleidung haben. Die anderen Fraktionen nennen sie „Stiff“. Sie tragen nur graue Kleider. Ihr Element ist der Stein.

### Ken
Die Ken lehnen Unintelligenz und Unwissenheit ab. Sie sind die Fraktion der Wissenden. Sie widmen sich der Wissenschaft, haben exzellente Computerkenntnisse, hervorragende Programmierkünste und sind neugierig. Sie speichern Daten in gigantischen Datenbanken, die sie jedoch vor der Öffentlichkeit geheim halten. Die Ken sind in den Augen der übrigen Fraktionen arrogant, engstirnig, machtgierig sowie manipulativ. Sie sind mit der Fraktion Altruan verfeindet, da die Ken die Lehren der Altruan ablehnen und für unnütz und falsch halten. Das rührt von dem Streben nach Macht und dem Glauben, dass eigentlich sie regieren sollten. Die Ken kleiden sich immer mit einem blauen Kleidungsstück. Ihr Element ist das Wasser.

### Candor
Der Fraktion der Candor sind die Menschen beigetreten, die freimütig sind und Unehrlichkeit hassen. Sie beschäftigen sich mit dem Recht und juristischen Fragen, da sie glauben, dass nur die Wahrheit und Ehrlichkeit die Gesellschaft zum Erfolg führen kann. Die Mitglieder der Candor gelten bei den anderen Fraktionen als unfreundlich, unhöflich und taktlos. Deshalb meiden sich die Candor und die Altruan. Die Kleidung bei den Candor ist bei Frauen eine weiße Weste und schwarze Röcke oder Hosen und bei den Männern weiße Hemden und schwarze Hosen oder Anzüge mit schwarzer Krawatte. Ihr Element ist das Glas.

### Amite
Sie sind die Friedfertigen und machen die Aggression für das Unheil der Welt verantwortlich. Die Amite leben außerhalb Chicagos auf dem Land und widmen sich dem Anbau von Grundnahrungsmitteln. Außerdem arbeiten sie als Berater und Verwalter. Sie gelten bei den anderen Fraktionen wegen ihrer Naturverbundenheit als weltfremde Träumer und die Candor werfen ihnen Unaufrichtigkeit vor. Die Amite vermeiden die Aggression, da diese ihnen zutiefst zuwider ist. Ihre Kleidung ist leger und in gelb oder rot gehalten. Ihr Element ist die Erde.

## Auflage und Ausgaben
Das Buch wurde am 25. April 2011 beim amerikanischen HarperCollins-Verlag erstveröffentlicht. Die deutsche Übersetzung erschien am 19. März 2012 beim cbt-Verlag. Außerdem erschien es beim Goldmann-Verlag.
Die US-amerikanische Originalausgabe umfasst 487 und die deutsche Ausgabe 475 Seiten.

### Englische Ausgaben
- Veronica Roth: Divergent. HarperCollins, New York 2011, ISBN 0-06-202402-7. (Hardcover)

### Deutsche Ausgaben
- Veronica Roth: Die Bestimmung (deutsch von Petra Koob-Pawis), cbt-Verlag, 2012, ISBN 978-3-5701-6131-9 (Gebundene Ausgabe)
- Veronica Roth: Die Bestimmung, Goldmann-Verlag, 2013, ISBN 978-3-4424-7944-3 (Taschenbuch)

### Hörbuch
- Gekürzte Fassung: Veronica Roth: Die Bestimmung, cbt-Verlag, 2012, ISBN 978-3-8671-7837-2, Gelesen von Laura Maire
- Ungekürzte Fassung: Veronica Roth: Die Bestimmung, Der Hörverlag, 2015, ISBN  978-3-8445-2172-6, Gelesen von Janin Stenzel
- Die US-amerikanische Ausgabe liest Emma Galvin.

## Auszeichnungen
Das Werk wurde im Jahr 2011 mit der Goodreads Choice Awards in der Kategorie Favorite book of 2011 ausgezeichnet. 2012 erhielt es von LovelyBooks den „Lesepreis – die besten Bücher“ in Bronze.

## Verfilmung
Im März 2011 erwarb Summit Entertainment die Filmrechte an Veronica Roths Bestseller Die Bestimmung. Der Film ist in drei Teile aufgeteilt. Der erste, mit Shailene Woodley als Beatrice „Tris“ Prior, Theo James als Tobias „Four“ Eaton und Kate Winslet als Jeanine Matthews in den Hauptrollen, ist am 21. März 2014 in den Vereinigten Staaten und am 10. April 2014 in den deutschen Kinos angelaufen. Die Fortsetzungen, Teil 2 und 3, folgten 2015, 2016.